# Henry James (baron)
Henry James, 1. baron James of Hereford GCVO (ur. 30 października 1828, zm. 18 sierpnia 1911) – brytyjski prawnik i polityk, członek Partii Liberalnej i Partii Liberalno-Unionistycznej, minister w rządach Williama Ewarta Gladstone’a i lorda Salisbury’ego.
Był synem Philipa Turnera Jamesa, chirurga w Hereford. Wykształcenie odebrał w Cheltenham College. W 1852 r. rozpoczął praktykę adwokacką w korporacji Inner Temple. Praktykował w Oksfordzie. W 1869 r. został Radcą Królowej. W 1868 r. został wybrany do Izby Gmin jako liberalny deputowany z okręgu Taunton. Od 1885 r. reprezentował okręg wyborczy Bury.
We wrześniu 1873 r. otrzymał stanowisko Radcy Generalnego. W listopadzie tego roku został prokuratorem generalnym. Stanowisko to utracił po wyborczej porażce liberałów w 1874 r. Sprawował je ponownie w latach 1880–1885. W 1883 r. doprowadził do uchwalenia Corrupt Practices Act.
Po rozłamie w Partii Liberalnej James został członkiem PArtii Liberalno-Unionistycznej. W latach 1892–1895 był prokuratorem generalnym księcia Walii. W latach 1895–1902 był Kanclerzem Księstwa Lancaster. W 1895 r. otrzymał tytuł 1. barona James of Hereford i zasiadł w Izbie Lordów.
Zmarł w 1911 r. Wraz z jego śmiercią wygasł tytuł parowski.